# Rong Kaomulkadee
Khanet „Rong“ Kaomulkadee (thailändisch พิจักษณ์ เค้ามูลคดี; * 5. Juli 1939 in Chumphon; † 9. Juli 2017 in Bangkok) war ein thailändischer Schauspieler und Synchronsprecher.

## Leben und Werk
Rong Kaomulkadee wuchs im südthailändischen Chumphon auf.
Er absolvierte eine professionelle Schauspielausbildung und war ab 1973 als Schauspieler tätig. Er wirkte in mehr als 100 Film-und-Fernsehproduktionen mit. Er war auch am Theater tätig.
Er war zudem umfangreich als Synchronsprecher tätig. Er vertonte in thailändischer Sprache zahlreiche Animationsfilme und Zeichentrickfilme wie beispielsweise Yu-Gi-Oh!, Pokémon, Detektiv Conan, Dragon Ball Z, Garfield – Der Film oder auch Homer Simpson in Die Simpsons – Der Film.
Am 24. Februar 2017 wurde er in den Kategorien Darstellende Kunst und Lektion mit dem Nationalpreis ausgezeichnet. 
Er war verheiratet. Aus der Ehe ging ein Sohn hervor, der Schauspieler Sornram Teppitak (* 1973). Kaomulkadee starb am 9. Juli 2017 im Alter von 78 Jahren in Bangkok.

## Filmografie (Auswahl)
Filme
- 1973: Darunee phee sing
- 1982: Mission Firegame
- 2008: Neung Jai Diaokan

Serien
- 2002: Pi Nai Gum
- 2004: Sanae Jun
- 2004: Mang Korn Daew Dai
- 2017: Cheewit Puer Kah Huajai Puer Tur
- 2019: Poot Pitsawat
- 2021: Wanthong
- 2023: Kla Pha Lek